# Прем'єр-міністр Науру
Прем'єр-міністр республіки Науру — голова виконавчої влади Науру. Призначається парламентом країни та очолює кабінет міністрів. Термін повноважень прем'єр-міністра встановлений на три роки. Єдиною головою управління з 2013 по 2016 роки був Людвіг Дерангадаге Скотті, будучи до того двічі президентом країни. 

## Функції
Прем'єр-міністр Науру є головою виконавчої влади на острові. Кабінет міністрів є виконавчим органом, котрий несе колективну відповідальність перед парламентом країни. В Науру з 1968 року встановлена республіканська форма правління з Вестмінстерською системою парламентаризму та деякими рисами президентської форми управління/
До літа 2013 пост прем'єр-міністра був об'єднаний з постом президента. Проте парламент в 2013 році як експеримент ухвалив рішення розділити ці посади. Проте в близькому майбутньому було ухвалене рішення відмовитися від цієї практики. 
У Науру відсутні офіційні політичні партії, неофіційні ж грають незначну роль. 

## Прем'єр-міністр Науру
|   | портрет | ім'я                                                              | Вступив на посаду | покинув посаду |
| - | ------- | ----------------------------------------------------------------- | ----------------- | -------------- |
| 1 |         | Людвіг Дерангадаге Скотті (1948-) англ. Ludwig Derangadage Scotty | 11 июня 2013      | 9 июня 2016    |